# Cobra Norato (folclore)
Cobra Norato ou Honorato é, segundo uma lenda da Floresta Amazônica, uma serpente encantada que vivia com sua irmã gêmea Maria Caninana no fundo do rio. Honorato teria feito amizade com um soldado que o ajudou a remover o encanto, tornando-o um homem para o resto de sua vida.
A lenda mistura os personagens locais Cobra Grande (ou Boiúna) e Boto.
Esta lenda produziu uma obra-prima da moderna literatura brasileira, Cobra Norato, de Raul Bopp.
O conto folclórico está presente entre as principais e mais populares lendas. 
Fez parte da apresentação do Boi Garantido no Festival Folclórico de Parintins em 2022 com o tema “Amazônia do Povo Vermelho”.
Música (Toada)
Coreografia
Encenação no Festival Folclórico de Parintins